# Festival Presidente
El Festival Presidente (anteriormente conocido como Festival Presidente de Música Latina) es un evento de música patrocinado por la Cervecería Nacional Dominicana y su marca principal Presidente. Es uno de los eventos musicales más importantes de Latinoamérica y el más reconocido en la región del Caribe. El evento tiene una duración de tres días consecutivos, generalmente entre agosto y octubre, teniendo lugar en el Estadio Olímpico Félix Sánchez en Santo Domingo, República Dominicana.

## Origen
La idea del festival vino alrededor de 1995, cuando la Cervecería Nacional Dominicana decidió hacer un evento para premiar la lealtad del pueblo dominicano hacia la cerveza Presidente.

## Historial
El 18 de abril de 2007, la Cervecería Nacional Dominicana anunció la cancelación de la edición para ese año debido a la reducción de las ventas a causa de la aplicación de altos impuestos por parte del gobierno dominicano.
El 15 de enero de 2014, la Cervecería Nacional Dominicana anunció la 8.ª edición del festival, tras 4 años de no celebrarse. A partir de esta edición el festival dejó de ser sólo de música latina para dar cabida a la música en general sin limitarse el idioma.
En 2015, se esperaba el anuncio de la próxima edición del festival para el año 2016, pero tomo a todos por sorpresa cuando la Cervecería Nacional Dominicana finalmente decide no celebrarlo ese año, sino en 2017. Este cambio se debió a que en el 2017, el Festival estaría celebrando sus 20 años.

## Ediciones

### 1997

#### Artistas nacionales
- Los Toros Band
- Los Hermanos Rosario
- Eddy Herrera
- Fernando Villalona

- Tabú Tek

#### Artistas internacionales
- Gilberto Santa Rosa
- Thalía
- Emmanuel
- Marc Anthony
- Tito Rojas
- Ana Bárbara
- Carlos Vives
- Enrique Iglesias
- Alejandro Fernández
- Jerry Rivera
- Azúcar Moreno
- Juan Gabriel

### 1998

#### Artistas nacionales
- Los Hermanos Rosario
- Fernando Villalona
- Milly Quezada

#### Artistas internacionales
- Alejandro Fernández
- Maná
- Ricky Martin
- Carlos Vives
- Juan Gabriel
- Víctor Manuel
- Jerry Rivera
- Azúcar Moreno
- Grupo Niche
- DLG

### 1999

#### Artistas nacionales
- Tribu del Sol
- Toño Rosario
- Fernando Villalona
- Raulín Rodríguez
- Ilegales
- Los Toros Band

#### Artistas Internacionales
- Shakira
- Carlos Ponce
- Víctor Manuelle
- Tito Rojas
- Elvis Crespo
- Nek
- Chayanne
- Marc Anthony
- Enrique Iglesias

### 2001

#### Artistas nacionales
- Eddy Herrera
- Los Toros Band
- Los Hermanos Rosario
- Ciudad de Ángeles
- Zacarías Ferreira
- Julio Sabala

#### Artistas internacionales
- Alejandro Fernández
- MDO
- Marc Anthony
- Ricardo Arjona
- Gilberto Santa Rosa
- Alejandro Sanz
- Maná
- Azul Azul

### 2003

#### Artistas nacionales
- Ilegales
- Milly Quezada
- Monchy y Alexandra
- Aventura
- Sergio Vargas

#### Artistas internacionales
- Bacilos
- La Ley
- Ricardo Montaner
- Juanes
- Ricardo Arjona

### 2005

#### Artistas nacionales
- Negros
- Frank Reyes
- Eddy Herrera
- Sergio Vargas
- Krisppy
- Rubby Pérez
- Rafa Rosario
- Héctor Acosta

#### Artistas internacionales
- Diego Torres
- Marc Anthony
- Julieta Venegas
- Rosario Flores
- David Bisbal
- Chayanne
- Franco De Vita
- Daddy Yankee
- Jennifer López

### 2010

#### Artistas nacionales
- Aljadaqui
- Boca Tabú
- Anthony Wood
- Eddy Herrera
- Fernando Villalona
- Juan Luis Guerra
- Luis Vargas
- Luís Miguel del Amargue
- Marte o Venus
- Milly Quezada
- Omega
- Pavel Núñez
- Sergio Vargas
- Toque Profundo
- Wason Brazobán

#### Artistas internacionales
- Camila
- Gilberto Santa Rosa
- Juanes
- Luís Enrique
- Luis Fonsi
- Shakira
- Wisin y Yandel
- 50 Cent
- T-Pain

Don omar

### 2014

#### Artistas nacionales
- Alex Matos
- Antony Santos
- Chiquito Team Band
- Don Miguelo
- Mozart La Para
- Miriam Cruz
- Héctor Acosta
- Sexappeal
- Vakeró
- Yiyo Sarante

#### Artistas internacionales
- Bruno Mars
- Calle 13
- DJ Tiesto
- Duck Sauce
- Daddy Yankee
- Gilberto Santa Rosa
- Maná
- Prince Royce
- Víctor Manuelle
- Wisin & Yandel

### 2017[1]

#### Artistas nacionales
- Milly Quezada
- Johnny Ventura
- Juan Luis Guerra
- El Mayor Clásico
- El Alfa
- El Lápiz Conciente
- Mozart La Para
- Mark B
- Gabriel

#### Artistas internacionales
- Justin Timberlake
- Maluma
- J Balvin
- Farruko
- Ricky Martin
- Bryant Myers
- Carlos Vives
- Nicky Jam
- Wisin
- Zion y Lennox
- Ozuna
- Natti Natasha
- Bad Bunny
- Marc Anthony
- Enrique Iglesias